# Chatumongol Sonakul

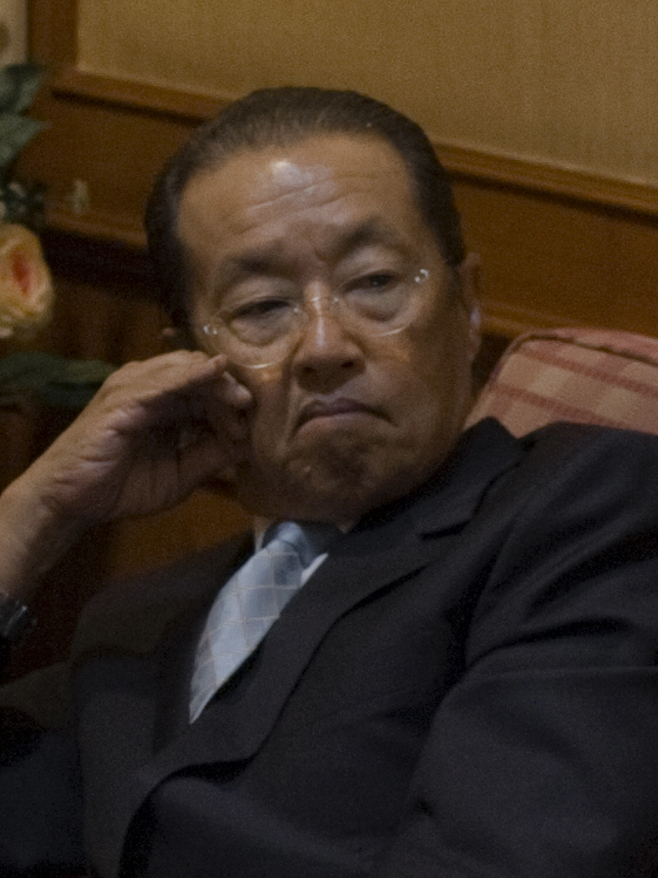
Chatumongol Sonakul, 2011

Mom Ratchawongse Chatumongol Sonakul (Thai: หม่อมราชวงศ์จัตุมงคล โสณกุล; * 28. September 1943 in Bangkok) ist ein thailändischer Wirtschaftswissenschaftler, der unter anderem zwischen 1998 und 2001 Gouverneur der Bank von Thailand, der thailändischen Zentralbank, war.

## Leben

### Familiäre Herkunft und Regierungsbeamter
Mom Ratchawongse Chatumongol Sonakul war ein Angehöriger der thailändischen Königsfamilie und ein Urenkel von König Rama IV. Mongkut, sowie ein Mitglied der Adelsfamilie Sonakul. Sein Vater Prinz Chanmongkol Sonakul war ein Sohn von Krom Khun Pittayalaphatthitada sowie Enkel von König Rama IV. Mongkut sowie dessen Ehefrau Thao Worchan. Sein Ururgroßvater waren König Rama II. Phutthaloetla und Königin Sri Suriyendra. Seine Mutter Worawong Chura Ratanasiriman war eine Tochter des Kriegs- und Innenministers Paribatra Sukhumbandh und der Prinzessin Prasong Som Boriphat. Die Eltern von Paribatra Sukhumbandh waren König wiederum Rama V. Chulalongkorn und Sukhumala Marasri, während Prinzessin Prasong Som Boriphat eine Tochter von Finanzminister Jayanta Mongkol war. Sein Ururgroßvater mütterlicherseits war ebenfalls König Rama IV. Mongkut, der mit seiner zweiten Ehefrau Debsirindra Vater von König Rama V. Chulalongkorn war, sowie mit seiner vierten Frau Chao Chao Vater von Sukhumala Marasri.
Chatumongol Sonakul selbst absolvierte nach dem Besuch der renommierten Harrow School ein Studium an der University of Cambridge sowie an der Harvard University. Anschließend trat er in den Dienst des Finanzministeriums und war dort Generaldirektor der Abteilung Steuern sowie stellvertretender Ständiger Sekretär des Ministeriums, ehe er zuletzt vom 1. Oktober 1995 bis zum 28. Juli 1997 als Ständiger Sekretär höchster Beamter des Finanzministeriums war. In diese Zeit fiel eine massive Abwertung des Baht, die Asienkrise sowie eine langfristige Intervention des Internationalen Währungsfonds (IWF). Letztlich wurde er nach der Baht-Abwertung von der Regierung von Ministerpräsident Chavalit Yongchaiyudh entlassen.

### Gouverneur der Bank von Thailand
Während der darauf folgenden Regierung von Ministerpräsident Chuan Leekpai von der Demokratischen Partei wurde Chatumongol Sonakul am 7. Mai 1998 als Nachfolger von Chaiwat Wibunsawat zum Gouverneur der Bank von Thailand ernannt., der thailändischen Zentralbank. Diese Funktion bekleidete er bis zu seiner Entlassung durch die neugewählte Regierung von Ministerpräsident Thaksin Shinawatra von der Thai-Rak-Thai-Partei am 30. Mai 2001, woraufhin Pridiyathorn Devakula seine Nachfolge antrat. Nach seiner Entlassung wurde er zu seinem Gegner  des TRT-Vorsitzenden und Ministerpräsidenten Thaksin Shinawatra und kritisierte insbesondere dessen populistische Arbeitsbeschaffungsmaßnahmen und forderte stattdessen eine Fokussierung auf die Versorgung mit Maschinen und Förderung von Wissen. Nachdem Thaksin am 19. September 2006 durch einen Militärputsch unter General Sonthi Boonyaratglin gestürzt worden war, galt er als einer der Favoriten für das Amt des Ministerpräsidenten, das jedoch schließlich von König Rama IX. Bhumibol Adulyadej mit General Surayud Chulanont besetzt wurde. Gleich wohl verlor die Demokratische Partei die Wahlen gegen die Partei der Volksmacht.
Nachdem Abhisit Vejjajiva von der Demokratischen Partei am 20. Dezember 2008 das Amt des Ministerpräsidenten übernommen hatte, wurde Chatumongol Sonakul zum Vorstandsvorsitzenden der Bank von Thailand ernannt. Für seine langjährigen Verdienste wurde er mit dem Orden der Krone von Thailand 1988, dem Weißen Elefantenorden 1993 sowie dem Orden von Chula Chom Klao 2002 ausgezeichnet.